# Trương Đình Ngọc
| Nhị thập tứ sử | Nhị thập tứ sử | Nhị thập tứ sử              | Nhị thập tứ sử |
| -------------- | -------------- | --------------------------- | -------------- |
| STT            | Tên sách       | Tác giả                     | Số quyển       |
| 1              | Sử ký          | Tư Mã Thiên                 | 130            |
| 2              | Hán thư        | Ban Cố                      | 100            |
| 3              | Hậu Hán thư    | Phạm Diệp                   | 120            |
| 4              | Tam quốc chí   | Trần Thọ                    | 65             |
| 5              | Tấn thư        | Phòng Huyền Linh (chủ biên) | 130            |
| 6              | Tống thư       | Thẩm Ước                    | 100            |
| 7              | Nam Tề thư     | Tiêu Tử Hiển                | 59             |
| 8              | Lương thư      | Diêu Tư Liêm                | 56             |
| 9              | Trần thư       | Diêu Tư Liêm                | 36             |
| 10             | Ngụy thư       | Ngụy Thâu                   | 114            |
| 11             | Bắc Tề thư     | Lý Bách Dược                | 50             |
| 12             | Chu thư        | Lệnh Hồ Đức Phân (chủ biên) | 50             |
| 13             | Tùy thư        | Ngụy Trưng (chủ biên)       | 85             |
| 14             | Nam sử         | Lý Diên Thọ                 | 80             |
| 15             | Bắc sử         | Lý Diên Thọ                 | 100            |
| 16             | Cựu Đường thư  | Lưu Hú (chủ biên)           | 200            |
| 17             | Tân Đường thư  | Âu Dương Tu, Tống Kỳ        | 225            |
| 18             | Cựu Ngũ Đại sử | Tiết Cư Chính (chủ biên)    | 150            |
| 19             | Tân Ngũ Đại sử | Âu Dương Tu (chủ biên)      | 74             |
| 20             | Tống sử        | Thoát Thoát (chủ biên)      | 496            |
| 21             | Liêu sử        | Thoát Thoát (chủ biên)      | 116            |
| 22             | Kim sử         | Thoát Thoát (chủ biên)      | 135            |
| 23             | Nguyên sử      | Tống Liêm (chủ biên)        | 210            |
| 24             | Minh sử        | Trương Đình Ngọc (chủ biên) | 332            |
| -              | Tân Nguyên sử  | Kha Thiệu Mân (chủ biên)    | 257            |
| -              | Thanh sử cảo   | Triệu Nhĩ Tốn (chủ biên)    | 529            |

Trương Đình Ngọc (chữ Hán: 張廷玉; bính âm: Zhang Tingyu; 29 tháng 10 năm 1672 – 30 tháng 4 năm 1755) tự là Hành Thần (衡臣), hiệu Nghiên Trai (研斋), tên thụy là Văn Hòa (文和), trọng thần của nhà Thanh, nguyên lão trải qua ba triều Khang Hy, Ung Chính và Càn Long, là chủ biên bộ chính sử Minh sử. Ông là một chính trị gia kiệt xuất đương thời, cũng là người Hán duy nhất được phối hưởng thờ trong Thái miếu của nhà Thanh.

## Tiểu sử

### Thân thế
Trương Đình Ngọc sinh vào ngày 9 tháng 9 (âm lịch), năm Khang Hi thứ 11 (1672) ở Bắc Kinh. Ông là người Đồng Thành An Huy, con trai Đại học sĩ Trương Anh. Từ nhỏ, ông đã nổi tiếng thông minh, hiếu học, tinh thông Mãn văn, tự xưng là nắm được cái kỳ diệu khó hiểu trong sách vở nhà Thanh, bạn bè cùng học, không ai bằng được.

### Thời Khang Hi
Năm Khang Hi thứ 39 (1700), ông thi đậu Tiến sĩ, trở thành Thứ Cát sĩ trong Hàn Lâm Viện. Đến năm thứ 42 (1703), thụ Hàn Lâm Viện Kiểm thảo, bắt đầu đảm nhiệm việc biên soạn Thân chinh bình định Sóc Bắc lược.
Năm thứ 43 (1704), Khang Hi Đế gọi ông đến hỏi về phụ thân Trương Anh của ông đã cáo lão về quê, mệnh ông làm một bài thơ. Ông làm một bài thất ngôn luật thi, rất được Khang Hi Đế khen ngợi. Cùng ngày, phụng chỉ vào Nam Thư phòng, đặc chỉ mang tràng hạt, quan phục Tứ phẩm.
Từ năm thứ 44 (1705), những lần Khang Hi Đế nam tuần hay tuần hành các bộ Mông Cổ, ông đều theo tùy hành.
Năm thứ 47 (1708), tháng 6, mẫu thân ông qua đời. Tháng 9, phụ thân Trương Anh cũng qua đời. Ông về quê chịu tang nhưng vẫn giữ nguyên chức quan.
Năm thứ 51 (1712), tháng 2, sung vào Hội đồng quan Khảo thí. Tháng 4, ông nhậm chức Tẩy mã của Ti Kinh cục kiêm Hàn Lâm Viện tu soạn.
Năm thứ 55 (1716), thụ Nội các Học sĩ kiêm Lễ bộ Thị lang.
Năm thứ 56 (tháng 1 năm 1718), sung Kinh diên Giảng quan.
Năm thứ 57 (1718), tháng 10, sung Võ Anh điện Thí độc Quyển quan. Tháng 11, làm Phó Tổng tài biên soạn Tỉnh phương thịnh điển.
Năm thứ 59 (1720), tháng 5, thụ Hình bộ tả Thị lang.
Năm thứ 60 (1721), tháng 2, phụng mệnh cùng với Đô thống Háo Lại đi Sơn Đông điều tra vụ án bọn buôn muối Vương Mỹ Công tụ tập nhiều người, cướp phá thôn trang. Tháng 6, điều làm Lại bộ tả Thị lang kiêm Hàn Lâm Viện sĩ.

### Thời Ung Chính
Năm thứ 61 (1722), tháng 11, Khang Hi Đế qua đời ở Sướng Xuân Viên.
Năm Ung Chính nguyên niên (1722), được thăng làm Lễ bộ Thượng thư, năm sau đổi làm Hộ bộ Thượng thư, Hàn Lâm viện Chưởng viện Học sĩ, Tổng tài Quốc sử quán, Thái tử Thái bảo, sau phục chức Nam thư phòng.
Năm Ung Chính thứ 3 (1725) giữ chức Đại học sĩ sự, năm Ung Chính thứ 4, tiến lên Văn Uyên các Đại học sĩ, Hộ bộ Thượng thư, Hàn Lâm viện Chưởng viện Học sĩ, kiêm nhiệm chức quan Tổng tài sung vào việc biên soạn Khang Hi thực lục.
Năm Ung Chính thứ 6 (1728) đổi làm Bảo Hòa điện Đại học sĩ kiêm Lại bộ Thượng thư.
Năm Ung Chính thứ 7 (1729) tăng hàm Thiếu bảo, cùng năm, nhân vì vùng Tây Bắc có chiến tranh, bố trí Quân cơ phòng tới bên trong cổng Long Tôn, với Di Thân vương Dận Tường, ông phụ trách công việc của Đại học sĩ Tưởng Đình Tích. Trước khi Ung Chính lâm chung, ông phụng mệnh cùng với đại thần Ngạc Nhĩ Thái tuân theo di chúc mà phò tá Tân vương.

### Thời Càn Long
Năm Càn Long thứ 19 (1755) ông lâm bệnh mất tại nhà riêng, hưởng thọ 83 tuổi.
Thời vua Càn Long, vì xét ông là nguyên lão đã tận tâm tận lực trong công việc qua 3 triều vua, lập nhiều công lao, nên sau khi qua đời ông được đặc ân tế riêng trong Thái Miếu, Trương Đình Ngọc là đại thần người Hán đầu tiên được triều đình cho phép tế riêng trong Thái Miếu nhà Thanh.
Trong thời gian làm quan, ông có làm nhiều công việc quan trọng trong khi là Bí thư của Hoàng đế, như cống hiến cho việc cải thiện nội quy, quy tắc vận dụng Quân cơ xứ và chế độ thượng tấu văn trong nền chính trị đương thời của Thanh triều, khác với các vị đại thần khác chỉ gián tiếp giải quyết công việc, ông trực tiếp tham gia xử lý triều chính, đó là một trong nhiều thành tựu cụ thể của Trương Đình Ngọc trong lịch sử.

## Tác phẩm
Tác phẩm mà ông biên soạn để lại bao gồm một số quan trọng có tầm ảnh hưởng như bộ chính sử Minh sử, Thanh hội khúc, Quốc sử quán, Khang Hi tự điển, Ung Chính thực lục.